# Годечка котловина
Годечката котловина е котловинно понижение в южното подножие на Стара планина, между планините Видлич и Вучибаба на север, Понор на изток и Чепън на юг. Широко отворена на запад. Заема източната част на историко-географската област Забърге. Котловинното дъно лежи на 650 – 780 м н.в. Дълга около 10 км и широка 5 – 6 км. Отводнява се от река Нишава и нейните притоци. Запълнена е с младотерциерни глинесто-песъчливи седименти. Оградните планински склонове са изградени предимно от триаски и юрски варовици, които са дълбоко окарстени. Находища на въглища – Годечки въглищен басейн.
Най-голямото селище в котловината е град Годеч, разположен в източната ѝ част, по двата бряга на река Нишава. Други села са: Беренде, Букоровци, Върбница, Каленовци, Лопушня, Мургаш, Прекръсте, Разбоище, Туден и Шума.
През Годечката котловина от изток на запад, на протежение от 21 км преминава участък от третокласен път № 813 от Държавната пътна мрежа Бучин проход – Годеч – Драгоман – Трън.
В най-западната ѝ част, по долината на река Нишава преминава участък от трасето на жп линията Калотина – Станинци.

## Топографска карта
- Лист от карта K-34-34. Мащаб: 1 : 100 000.
- Лист от карта K-34-35. Мащаб: 1 : 100 000.
- Лист от карта K-34-46. Мащаб: 1 : 100 000.
- Лист от карта K-34-47. Мащаб: 1 : 100 000.